# Щербаковит
Щербаковит (англ. Shcherbakovite) — минерал, относящийся к цепочечным силикатам группы батисита. Назван в честь русского минералога и геохимика Д. И. Щербакова.

## Свойства
Щербаковит — хрупкий минерал, встречающийся в нефелиновых сиенитах. Имеет твердость по шкале Мооса 6,5, плотность — 3,34. Щербаковит обладает несовершенной и ясной в разных направлениях спайностью, его кристаллы относятся к ромбической сингонии. Открыт в 1954 году на руднике «Апатитовый Цирк» на горе Расвумчорр (Кольский полуостров).

## Название на других языках
- немецкий — Scherbakovit; Shcherbakovit;
- испанский — Scherbakovita; Shcherbakovita;
- английский — Shcherbakovite.